# Fitzmaurice River
Fitzmaurice River är ett vattendrag i Australien. Det ligger i territoriet Northern Territory, omkring 290 kilometer sydväst om territoriets huvudstad Darwin.
Trakten runt Fitzmaurice River är nära nog obefolkad, med mindre än två invånare per kvadratkilometer. Savannklimat råder i trakten. Genomsnittlig årsnederbörd är 1 650 millimeter. Den regnigaste månaden är februari, med i genomsnitt 420 mm nederbörd, och den torraste är augusti, med 1 mm nederbörd.